# Érico (filho de Haquino)

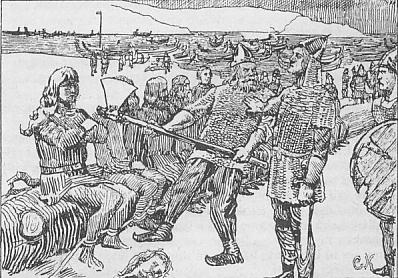
Sigurðr Búason é poupado por Eiríkr jarl após a batalha de Hjörungavágr

Érico, filho de Haquino (Eiríkr Hákonarson), também conhecido como Érico da Noruega ou Érico de Hlatir (c. 957 ou 963 — c. 1024) foi conde de Lade, líder da Noruega e conde de Nortúmbria. Ele era o filho mais velho bastardo do conde Haakon Sigurdsson. Participou nas batalhas de Hjörungavágr e de Svolder e na conquista da Inglaterra.